# Notarius kessleri
Notarius kessleri är en fiskart som först beskrevs av Steindachner, 1877.  Notarius kessleri ingår i släktet Notarius och familjen Ariidae. IUCN kategoriserar arten globalt som livskraftig. Inga underarter finns listade i Catalogue of Life.